# 李逢時
李逢時（1513年—？），字化甫，號在川，直隸德州衛軍籍，江西贛縣人，明朝政治人物。

## 生平
嘉靖十九年（1540年）庚子科山東鄉試第五十五名舉人。嘉靖二十三年（1544年）中式甲辰科會試第二百名，登第三甲第二百一十二名進士。授行人，二十八年十一月擢授湖广道试监察御史，二十九年实授，奉命巡青，三十年巡按宣、大。再按徐淮，剿灭大盗李之强，差南畿刷卷，后以不附赵文华，出为湖广副使、分守荆南道。進布政司參政，寻擢廣東按察使，丁内艰，服闋，起官山西按察使，隆庆二年（1568年）正月升山西右布政使，轉左布政，五年正月考察以年老致仕。

## 家族
曾祖李清；祖父李琳；父李芥，義官，赠文林郎湖廣道御史。母董氏，封孺人。慈侍下。長子李汝材，萬曆癸酉舉人；次子李汝棟，隆慶庚午舉人。